# Kitching Ridge
Kitching Ridge är en bergstopp i Antarktis. Den ligger i Västantarktis. Nya Zeeland gör anspråk på området. Toppen på Kitching Ridge är 1 822 meter över havet, eller 173 meter över den omgivande terrängen. Bredden vid basen är 3,0 km.
Terrängen runt Kitching Ridge är huvudsakligen kuperad, men åt sydost är den platt. Trakten är obefolkad. Det finns inga samhällen i närheten.